# Streuwiese am Salzweg
Streuwiese am Salzweg este o arie protejată (arie specială de conservare — SAC, sit de importanță comunitară — SCI) din Austria întinsă pe o suprafață de 0,5 ha, integral pe uscat.

## Localizare
Centrul sitului Streuwiese am Salzweg este situat la coordonatele 47°46′N 12°59′E / 47.76°N 12.99°E.

## Înființare
Situl Streuwiese am Salzweg a fost declarat sit de importanță comunitară în decembrie 2015 pentru a proteja 1 specie de plante. Situl a fost protejat și ca arie specială de conservare în noiembrie 2017.

## Biodiversitate
Situată în ecoregiunea alpină, aria protejată conține 2 habitate naturale: Pajiști cu Molinia pe soluri calcaroase, turboase sau argilos-nămoloase (Molinion caeruleae), Mlaștini alcaline.
La baza desemnării sitului se află o specie protejată de  plante: Gladiolus palustris.